# Geronimo Fabricius
Geronimo Fabricius, (även Girolamo/Hieronymus Fabrizio/Fabrizi d'Acquapendente) född 1537 i Acquapendente, död 1619 i Padua, var en italiensk anatom och embryolog. 
Fabricius var lärjunge till Gabriele Falloppio och dennes efterträdare som anatom vid universitetet i Padua, Italien. Han var samtidigt professor i kirurgi. Fabricius avgick från sina befattningar 1604. På egen bekostnad lät han uppföra en stor "anatomisk teater", i vilken han, under stark tillströmning av lärjungar från hela Europa, utförde sina anatomiska dissektioner. Hans främsta arbeten faller inom embryologins område, och han var den jämförande anatomins grundläggare. Främst märks hans arbete De formato fœtu (1604), i vilket han framlade jämförande studier över fosterutvecklingen hos ett flertal däggdjur, fåglar, fiskar och reptiler. I sina ingående anatomiska arbeten om öga, öra, struphuvud, lungor, muskler, leder osv. behandlade han även fysiologiska frågor som om synen, om rösten, om hörseln och om olika rösler. Hans Opera omnia anatomica et physiologica utkom första gången i Padua 1625.

## Källor

Operationes chirurgicae, 1685